# Michel Mandjes
Michael Robertus Hendrikus (Michel) Mandjes (Zaandam, 14 februari 1970) is een Nederlands wiskundige, bekend van verschillende bijdragen in de wachtrijtheorie en de toegepaste kansrekening. Zijn onderzoek behelst onder meer stochastische processen, wachtrijmodellen (onder andere voor telecommunicatie), analyse en management van netwerken en optimalisatie van systemen.
Vanaf augustus 2004 is hij professor in de Toegepaste Kansrekening en Wachtrijtheorie bij de Universiteit van Amsterdam. Vanaf september 2004 is hij adviseur van de "Wachtrij en Prestatie Evaluatie" thema bij EURANDOM, Eindhoven. Ook is hij aangesloten als wetenschappelijk adviseur bij het Instituut voor Bedrijfs- en Industriële Statistiek van de UvA. Ten slotte is hij programmaleider van NETWORKS, dat eind 2013 een Zwaartekracht beurs van ongeveer 23 miljoen euro heeft gekregen ter bevordering van wetenschappelijk onderzoek naar netwerken. Hij is tevens redacteur van verschillende tijdschriften in zijn vakgebied.

## Boeken
- "Large deviations for Gaussian queues" (2007)
- "Lévy-driven Queues and Fluctuation Theory", met K. Debicki (in voorbereiding).